# Frede Castberg
Frede Castberg (4 de julho de 1893 - 4 de novembro de 1977) foi um jurista norueguês. Filho de Johan Castberg, ele serviu como professor e reitor da Universidade de Oslo e como o presidente da Academia de Direito Internacional de Haia.

## Vida pessoal
Frede Castberg nasceu em Vardal como o filho do jurista e político Johan Castberg (1862–1926) e de sua esposa Karen Cathrine Anker (1867–1932). Ele foi bisneto do padre e político Peter Hersleb Harboe Castberg, neto do oficial de alfândega e político Johan Christian Tandberg Castberg, sobrinho do violinista Torgrim Castberg e primo de primeiro grau do illustrator Johan Christian Castberg. No lado materno, Frede Castberg foi o sobrinho de Katti Anker Møller.
Castberg foi casado duas vezes. O primeiro casamento com Synnøve Reimers, durou de 1921 a 1925, e produziu uma filha. Em fevereiro de 1927, Castberg casou-se com sua prima Ella Anker. Eles tiveram duas filhas, nascidas em 1927 e 1933.

## Carreira
Como seu pai, Frede Castberg tinha uma carreira acadêmica. Matriculou-se como estudante de direito, em 1911, e formou-se como cand.jur. no ano de 1914. Ele realizou vários trabalhos como jurista em 1915 e 1916, antes de ser receber bolsas para realizar mais estudos no exterior. Ele estudou direito público na França e na Inglaterra de 1916 a 1917, na Alemanha, em 1919, e na Áustria, em 1921. Em 1919, ele foi trabalhar na Universidade de Oslo , como research fellow. Ele obteve o grau de dr. juris em 1921, e foi contratado como consultor no Instituto Nobel norueguês no mesmo ano. Ele deixou seu posto como fellow de pesquisa em 1924, tendo sido contratado como secretário e conselheiro na disputa entre a Noruega e a Dinamarca sobre a Groenlândia. Em 1925, ele foi contratado permanentemente como consultor no Ministério Norueguês dos Negócios Estrangeiros.
Em 1928, Castberg foi nomeado professor de jurisprudência na Universidade de Oslo. Ele se especializou em direito constitucional, direito administrativo, filosofia do direito e direito internacional público. Entre suas publicações mais importantes foram o Norges statsforfatning (dois volumes, 1933), Folkerett (1937), Rettsfilosofiske grunnspørsmål (1939), Norge em okkupasjonen; rettslige utredninger 1940–1943 (1945) e a Liberdade de expressão no Ocidente (1960). Castberg também se tornou conhecido do público em geral, através de palestras nos canais de rádio e televisão.
Além disso, Castberg serviu como reitor da universidade de 1952 a 1958. Durante seu tempo como reitor, a ciência política foi introduzida como uma disciplina separada, com seu próprio departamento.
Castberg se aposentou como professor em 1963. De 1962 a 1976 foi presidente da Academia de Direito Internacional da Haia (Hague Academy of International Law) , uma instituição com sede no Palácio da Paz junto à Corte Internacional de Justiça e a Corte permanente de Arbitragem, atualmente presidida por Boutros Boutros-Ghali. Dentre as obras mais importantes de Castberg neste periodo estiveram:  La philosophie de droit (1970), Den europeiske konvensjon om menneskerettighetene (1971), Minner om politikk og vitenskap fra årene 1900–1970 (1971) e Rett og revolusjon i Norge (1973).
Frede Castberg morreu em 1977 em Oslo.